# Уоллис, Куавенжане
Куаве́нжане Уо́ллис (англ. Quvenzhané Wallis (МФА (англ.) [kwəˈvɛnʒəneɪ]; по-русски также пишут Кувенжаней Уоллис; 28 августа 2003, Хума, Луизиана, США) — американская актриса.
Куавенжане прославилась благодаря своей дебютной роли в фильме «Звери дикого Юга» 2012 года, где она сыграла шестилетнюю девочку Хашпаппи. За эту роль юную актрису номинировали на множество кинопремий, включая «Оскар», MTV Movie Awards, «Сатурн» и «Молодой актёр».

## Ранние годы
Куавенжане Уоллис родилась 28 августа 2003 года в Хуме (штат Луизиана, США), став четвёртым ребёнком в семье Винджи и Клиндрейи Уоллис.

## Карьера
В 2012-м году Куавенжане дебютировала в независимой драме Бена Зайтлина «Звери дикого Юга»: она сыграла шестилетнюю Хашпаппи. Уоллис на пробах обошла 4 000 других претенденток, причём она солгала насчёт своего возраста: для фильма рассматривались актрисы, возраст которых был не меньше шести лет, в то время как Куавенжане было всего пять. Тем не менее, потом режиссёр в интервью сказал, что как только прослушал Уоллис, то сразу понял, что она — именно та актриса, которую он искал, и даже немного изменил сценарий под неё.
Фильм собрал множество международных наград, в числе которых — «Золотая камера» на Каннском кинофестивале 2012 и Гран-при в категории «Драматический фильм» на кинофестивале «Санденс». Кроме того, фильм получил ряд номинаций на различные премии, включая BAFTA и «Оскар». Одна из номинаций на «Оскар» досталась девятилетней Уоллис, которая стала одной из самых молодых претенденток на премию в истории.
В 2013 году состоялась премьера фильма «12 лет рабства», где Куавенжане сыграла Маргарет Нортап. Главные роли в фильме исполнили Чиветел Эджиофор, Майкл Фассбендер и Брэд Питт.

## Фильмография
| Год  |     | Русское название            | Оригинальное название       | Роль            |
| ---- | --- | --------------------------- | --------------------------- | --------------- |
| 2012 | ф   | Звери дикого Юга            | Beasts of the Southern Wild | Хашпаппи        |
| 2013 | кор | Встряска                    | Boneshaker                  | Blessing        |
| 2013 | ф   | 12 лет рабства              | 12 Years a Slave            | Маргарет Нортап |
| 2014 | ф   | Энни                        | Annie                       | Энни            |
| 2014 | мф  | Пророк                      | Kahlil Gibran’s The Prophet | Алмитра         |
| 2015 | ф   | Отцы и дочери               | Fathers and Daughters       | Люси            |
| 2016 | мф  | Тролли                      | Trolls                      | Харпер          |
| 2019 | с   | Черноватый                  | Black-ish                   | Кайра           |
| 2021 | с   | Стойкость                   | Swagger                     | Кристал         |
| 2022 | с   | Американские истории ужасов | American Horror Stories     | Бьянка          |
| 2024 | ф   | Дыши!                       | Breathe                     | Зора            |

Видеоклипы
- 2016 — Beyoncé — «All Night»

## Награды и номинации
| Год  | Фильм            | Категория                                                          | Награда                                   | Результат |
| ---- | ---------------- | ------------------------------------------------------------------ | ----------------------------------------- | --------- |
| 2012 | Звери дикого Юга | Самый многообещающий актёр                                         | Ассоциация критиков Остина                | Победа    |
| 2012 | Звери дикого Юга | Capri Actress Awards                                               | Капри                                     | Победа    |
| 2012 | Звери дикого Юга | Самый многообещающий исполнитель                                   | CFCA Award                                | Победа    |
| 2012 | Звери дикого Юга | Лучшая актриса                                                     | CFCA Award                                | Номинация |
| 2012 | Звери дикого Юга | Лучшая актриса                                                     | DFWFCA Award                              | Номинация |
| 2012 | Звери дикого Юга |                                                                    | Ассоциация кинокритиков Флориды           | Победа    |
| 2012 | Звери дикого Юга | Самый многообещающий новичок                                       | Gotham Award                              | Номинация |
| 2012 | Звери дикого Юга | «Новый Голливуд»                                                   | Hollywood Film Festival                   | Победа    |
| 2012 | Звери дикого Юга | Лучший молодой исполнитель главной или второстепенной женской роли | Ассоциация кинокритиков Феникса           | Победа    |
| 2012 | Звери дикого Юга | Самый многообещающий новичок                                       | Ассоциация кинокритиков Феникса           | Победа    |
| 2012 | Звери дикого Юга | Лучшая женская роль                                                | Ассоциация кинокритиков Феникса           | Номинация |
| 2012 | Звери дикого Юга | Новый талант                                                       | Спутник                                   | Победа    |
| 2012 | Звери дикого Юга | Лучшая детская роль                                                | Ассоциация кинокритиков Вашингтона        | Победа    |
| 2013 | Звери дикого Юга | Лучшая женская роль                                                | Оскар                                     | Номинация |
| 2013 | Звери дикого Юга | Лучшая юная исполнительница главной женской роли                   | Young Artist Awards                       | Победа    |
| 2013 | Звери дикого Юга | Virtuoso Award                                                     | Международный фестиваль в Санта-Барбаре   | Победа    |
| 2013 | Звери дикого Юга | Лучшая актриса                                                     | OFCS Award                                | Номинация |
| 2013 | Звери дикого Юга | Прорыв года                                                        | MTV Movie Awards                          | Номинация |
| 2013 | Звери дикого Юга | Лучшая женская роль                                                | Независимый дух                           | Номинация |
| 2013 | Звери дикого Юга | Лучшее перевоплощение в игровом фильме                             | Image Awards                              | Номинация |
| 2013 | Звери дикого Юга | Лучший новичок среди женщин                                        | Империя                                   | Номинация |
| 2013 | Звери дикого Юга | Лучшая актриса                                                     | Chlotrudis Awards                         | Номинация |
| 2013 | Звери дикого Юга | Лучший новичок в фильме                                            | COFCA Award                               | 2-е место |
| 2013 | Звери дикого Юга | Лучшая юная актриса                                                | Broadcast Film Critics Association Awards | Победа    |
| 2013 | Звери дикого Юга | Лучшая актриса                                                     | Broadcast Film Critics Association Awards | Номинация |
| 2013 | Звери дикого Юга | Лучшая актриса                                                     | Black Reel Awards                         | Победа    |
| 2013 | Звери дикого Юга | Лучший новичок                                                     | Black Reel Awards                         | Победа    |
| 2013 | Звери дикого Юга | BET Awards                                                         | Молодая звезда                            | Номинация |
| 2013 | Звери дикого Юга | Лучший молодой актёр/актриса                                       | Сатурн                                    | Номинация |